# 斯特里克蘭冰原島峰
86°29′S 124°12′W / 86.483°S 124.200°W
斯特里克蘭冰原島峰（英語：Strickland Nunatak）是南極洲的冰原島峰，位於瑪麗伯德地，處於薩維奇冰原島峰和斯皮爾冰原島峰之間，美國地質調查局根據測量和該國海軍的空中照片繪入地圖，現時由南極條約體系管理。